# Katsuyama, Fukui
Katsuyama (勝山市 Katsuyama-shi) là một thành phố thuộc tỉnh Fukui, Nhật Bản.